# エバン・オルムステッド
エバン・オルムステッド（Evan Olmstead、1991年1月21日 - ）は、プロD2、SUアジャンに所属するラグビーユニオン選手。

## プロフィール
- カナダ・ノースバンクーバー出身。
- ポジションはロック(LO)、フランカー(FL)。
- 身長 198cm、体重 115kg
- U20カナダ代表に選ばれたことがある[1]。
- カナダ代表キャップは33（2020年4月現在）でワールドカップ2015・2019のカナダ代表に選ばれた[2]。

## 略歴
ロンドン・スコティッシュFC、ニューカッスル・ファルコンズ、オークランド、ニューカッスル・ファルコンズを経て、2019年、ビアリッツ・オランピックに加入。
2022年、SUアジャンに加入。